# 久瑞駅
久瑞駅（クソえき）は、大韓民国釜山広域市金井区にある釜山交通公社1号線の駅である。駅番号は130。
1号線は東萊駅から当駅までが高架区間となっている。

## 駅構造
相対式ホーム2面2線の高架駅。スクリーンタイプのホームドアが設置されている。改札内でのホーム間の移動はできない。出入口は4箇所に設けられている。

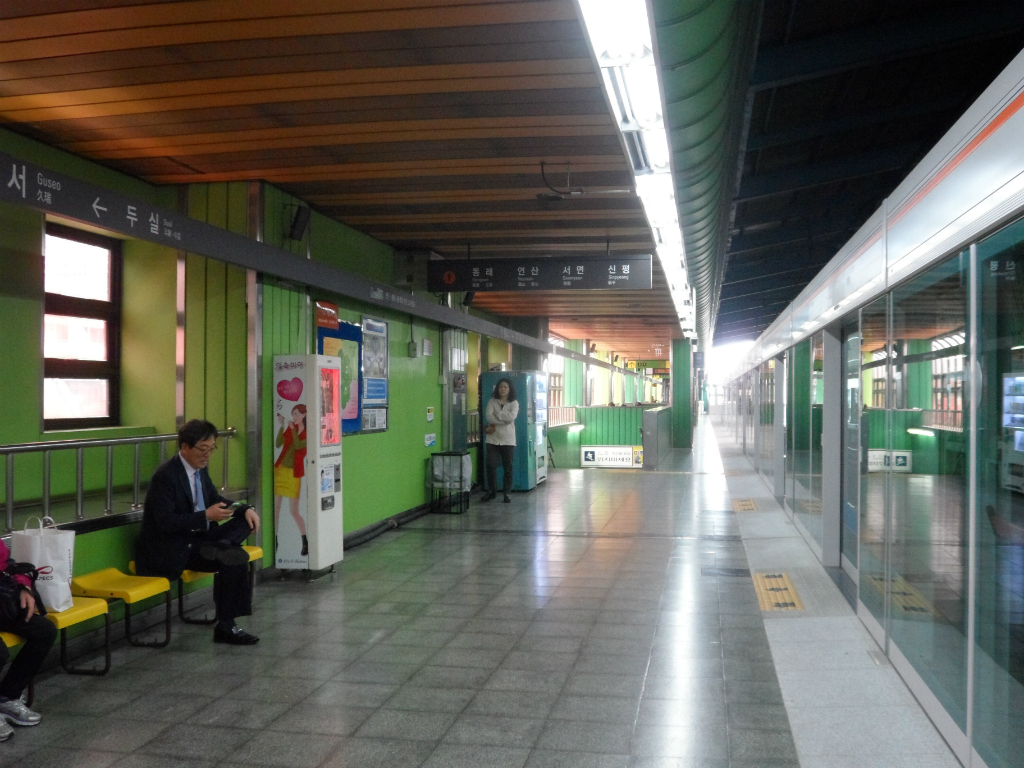
上りホーム（2015年5月）
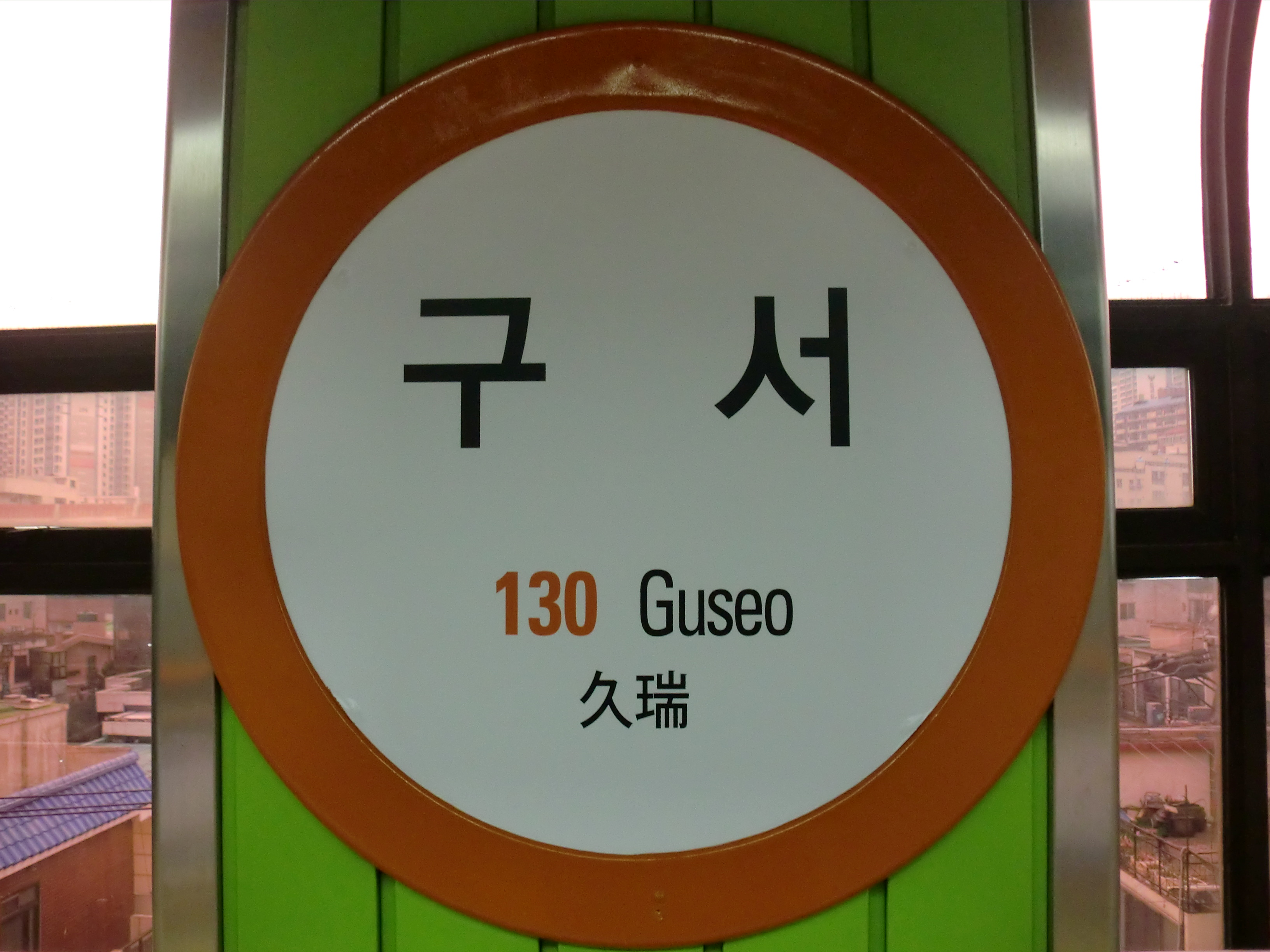
駅名標

### のりば
| 上り | 1号線 | 多大浦海水浴場方面 |
| 下り | 1号線 | 老圃方面           |

## 歴史
- 1985年7月19日 - 久瑞洞駅（구서동역）として開業。
- 2010年2月24日 - 久瑞駅に改称。

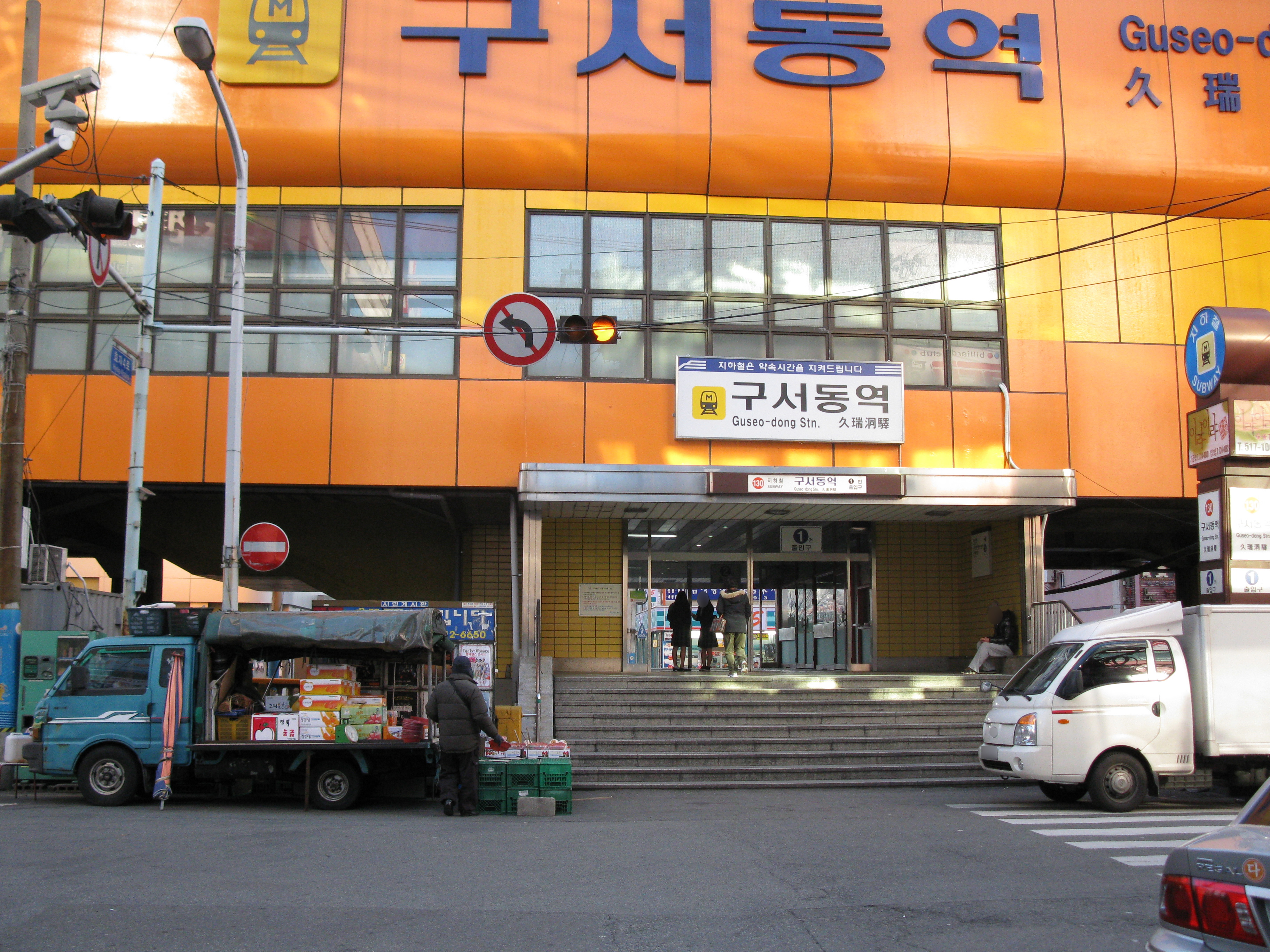
改称前の1番出入口（2009年2月）
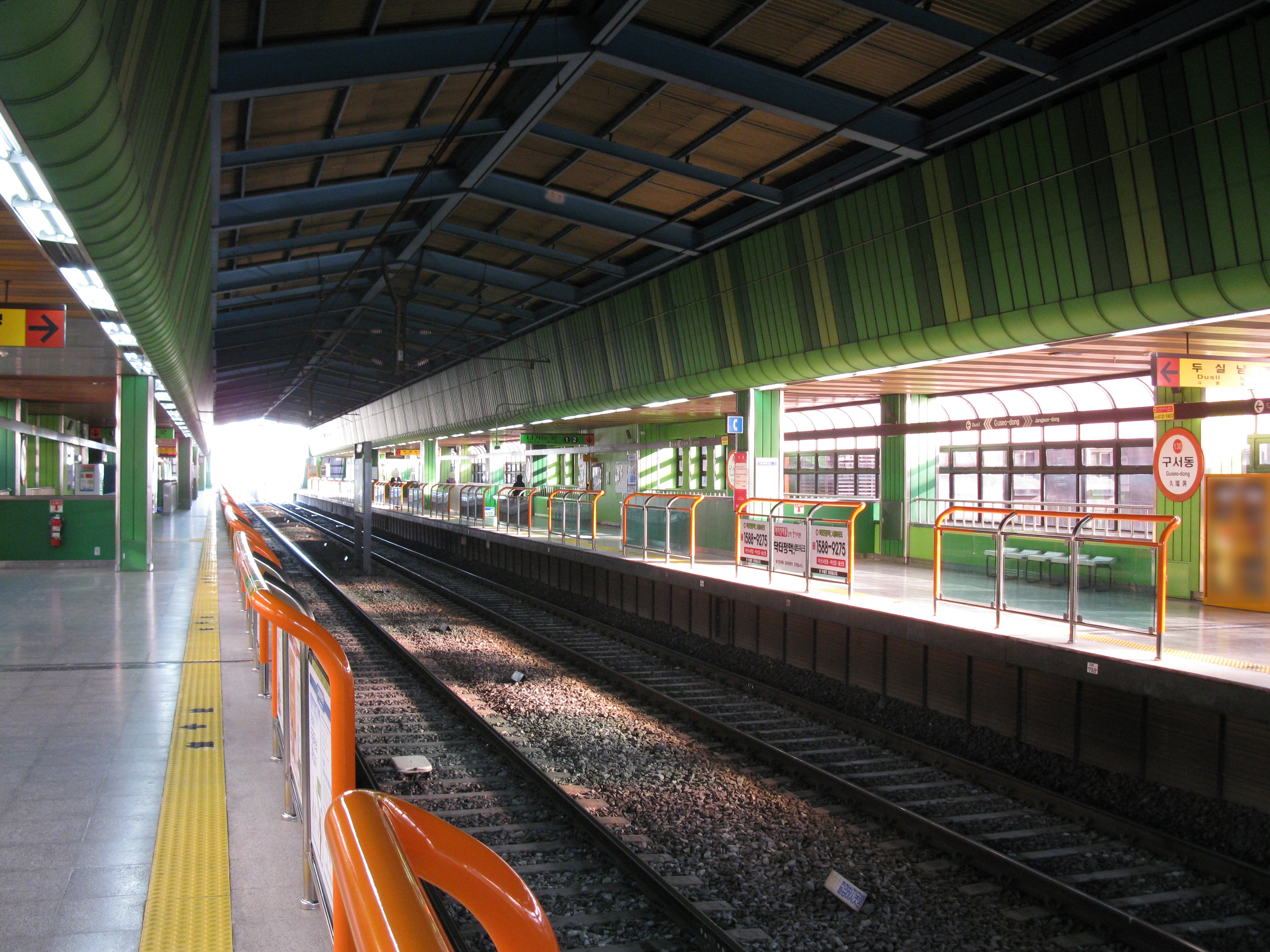
改称前のホーム（2009年2月）

## 駅周辺
- 金井区庁
- 釜山金井警察署
- 金井消防署
- 京釜高速道路久瑞インターチェンジ
- 金井文化会館
- 釜山芸術中学校
- 東萊女子中学校
- 釜山芸術高等学校
- 釜山銀行
- イーマート金井店
- 久瑞洞郵逓局（久瑞洞郵便局）

## 隣の駅
釜山交通公社
 1号線
長箭駅 (129) - 久瑞駅 (130) - 斗実駅 (131)